# Доходный дом Хомякова
Доходный дом А. С. Хомякова — историческое здание в Москве на пересечении улиц Кузнецкий Мост и Петровка. Построен в 1900 году архитектором И. А. Ивановым-Шицем. Здание является редким сохранившимся памятником, выполненным в Москве в стилистике венского модерна.

## История
В 1931 году дом был надстроен двумя этажами. По своему градостроительному положению дом визуально замыкает центральную часть улицы. Первоначальный проект предполагал строительство более грандиозного сооружения, однако в натуре это выполнено не было. Фасад здания богато украшен скульптурными и декоративными деталями, заимствованными Ивановым-Шицем из языка греческой классики. Во внешнем облике доходного дома выделяются также большие окна и доминирующие членения, подчёркнутые использованием различных материалов,— камня, штукатурки и керамической плитки, что характерно для московского модерна. В целом стилистика здания определяется искусствоведами как «благородный „Style nouveau“ греческого типа a la Отто Вагнер». В композиции здания акцентирована его угловая часть, в которой устроен гранёный эркер со входом, увенчанным полуротондой во втором этаже, служащей, в свою очередь, балконом третьего этажа. Первоначально угловую и боковые части дома венчали мощные аттики, утерянные в ходе реконструкции. Надстройка здания значительно исказила его первоначальный облик и художественную целостность. Были утрачены и некоторые декоративные детали: металлический фриз углового эркера, декоративные вазы и парапеты над сандриками окон третьего этажа, маски женских голов в угловой части четвёртого этажа, львиные маски карниза и картуша. Частично сохранилась первоначальная отделка входного вестибюля со стороны Кузнецкого Моста. Помещения в первом этаже, как и во многих доходных домах, планировались для сдачи внаём коммерческим фирмам, в то время как верхние этажи и квартиры со двора сдавались в наём для проживания. Первый этаж здания занимал банк Г. Волкова с сыновьями, на втором и третьем этажах находился мебельный отдел магазина «Мюр и Мерилиз», ряд других контор. Часть помещений сдавались под комфортабельные квартиры. К дому со стороны Петровки примыкает ещё одно принадлежавшее Хомяковым здание — построенный по проекту О. Бове главный дом усадьбы, в котором жил известный публицист, философ и математик А. С. Хомяков, которого посещали здесь А. С. Пушкин, А. Мицкевич, Н. В. Гоголь и другие. У Хомякова жили Н. М. Языков и Б. Н. Чичерин.
До постройки современного здания на этом месте стоял деревянный дом. Первый этаж дома занимали справочная контора, кондитерская Иости, перешедшая позднее к Люке, а затем к Дубле. Большой популярностью пользовались книжный магазин И. И. Глазунова, магазин редкостей и книг Г. Волкова с сыновьями и их банкирская контора, магазин и мастерская золотых дел мастера И. Фульда, магазины дамских мод и уборов Дарэанса, Равеля. В доме располагались дешёвые меблированные комнаты «Ницца» (позднее «Тулон»), где жили многие артисты Большого и Малого театров, в том числе, в середине 1890-х годов, Е. Д. Турчанинова. Здесь же размещался популярный в театральных кругах трактир «Щербаки». В 1891 году обширный земельный участок отошёл к внучатому племяннику и полному тёзке публициста — А. С. Хомякову. В 1898 году деревянный дом сгорел. Перед сгоревшим зданием находился треугольный участок, сильно сужавший Кузнецкий переулок. Городская дума попыталась выкупить его у Хомякова, однако последний за участок в 250 м² заломил немыслимую цену в 100 тыс. рублей. Хомяков огородил спорный участок железным забором и насадил там несколько кустиков, прозванных москвичами «Хомяковой рощей». Владельца участка остро критиковали в печати, в одном из изданий появилась карикатура: осёл с лицом Хомякова гуляет в роще. В конце концов после двенадцатилетней тяжбы и постановления Думы о принудительном отчуждении участка Хомяков согласился уступить его за 38,5 тыс. рублей, что также превышало его рыночную стоимость.

### Советское время
В советское время в здании размещались: трест «Текстильимпорт», Московское отделение здравоохранения (1920-е годы), затем Наркомвод СССР, Министерство речного флота РСФСР, Ассоциация советских международных автомобильных перевозчиков, Главное управление международных автомобильных сообщений (Совтрансавто).
В разное время в доме жили:
- оперный певец Н. А. Шевелёв
- артисты МХТ Л. М. Леонидов и М. П. Болдуман
- учёный-геолог и писатель В. А. Обручев (1940-e годы)

В этом доме снимались сцены комедии Э. Рязанова «Служебный роман»: именно здесь размещалось возглавляемое Калугиной (А. Фрейндлих) «Статистическое учреждение», в котором работали Новосельцев (А. Мягков), Самохвалов (О. Басилашвили), секретарша Верочка (Л. Ахеджакова) и другие персонажи фильма. В настоящее время большую часть здания занимает Федеральное агентство морского и речного транспорта.

## Современное состояние
В доме находится также ресторан группы компаний А. Новикова «Большой». В 2008 году проведена реставрация фасада здания.
В январе 2019 года доходный дом получил статус объекта культурного наследия регионального значения.

## Фото

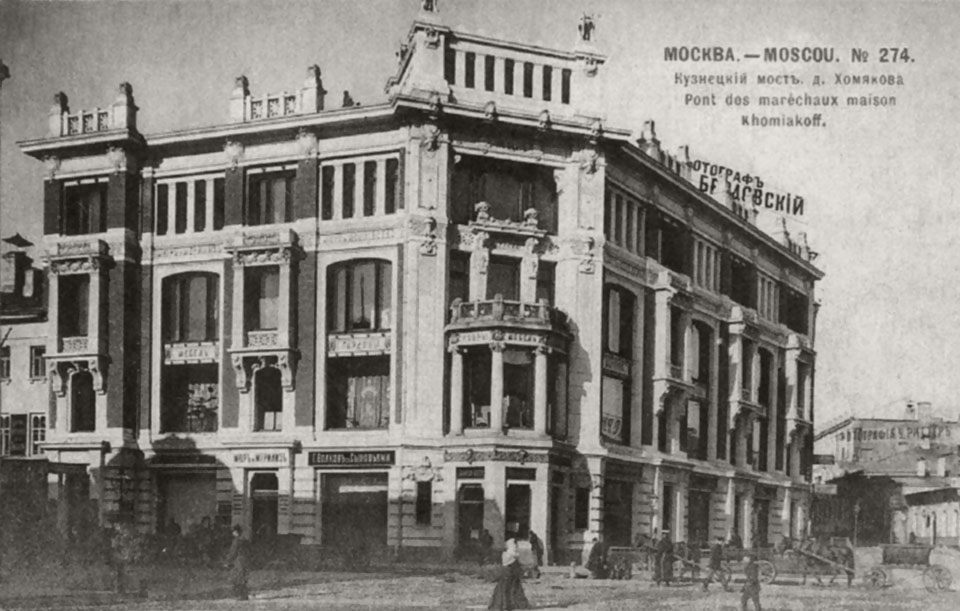
Доходный дом Хомякова, 1902 г.
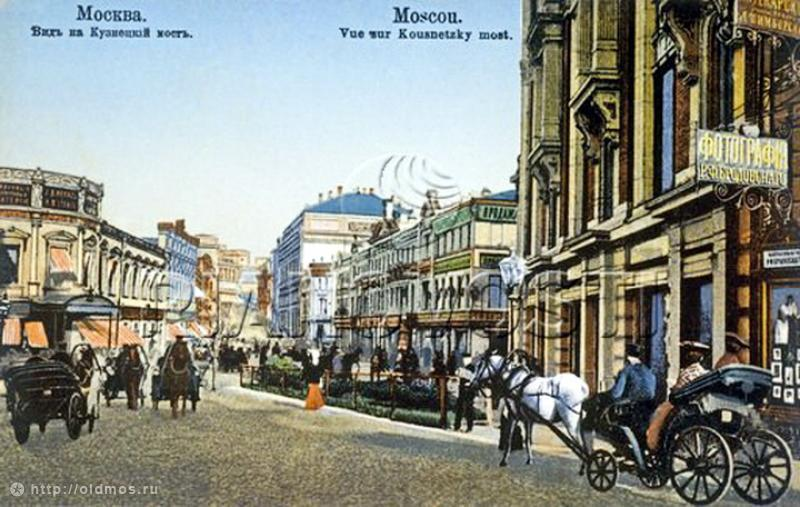
«Хомякова роща» на углу с Петровкой, начало 1900-х гг.
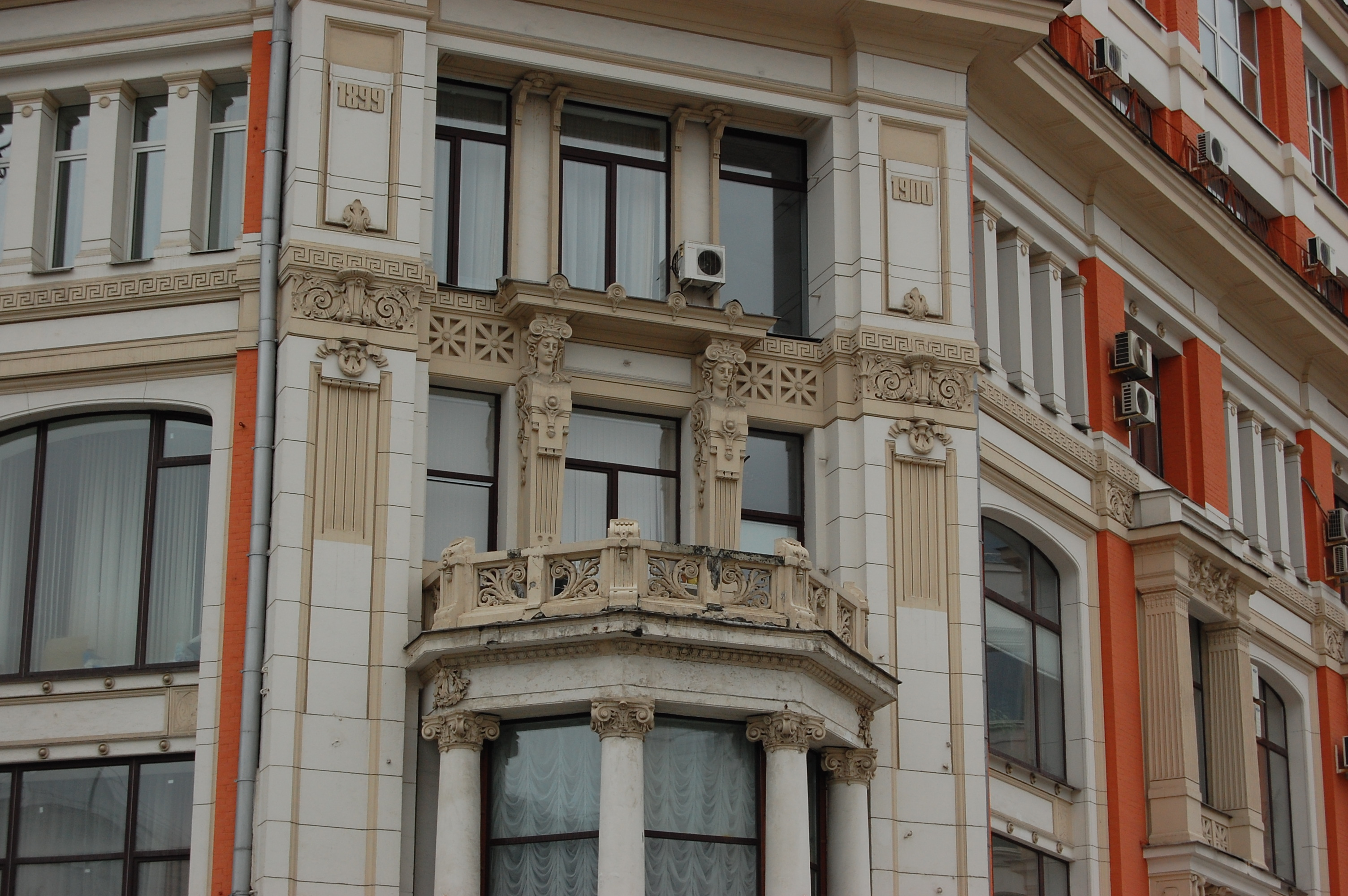
Фрагмент фасада, 2015 год